# Matthäus Quatember
Dom Matthäus Quatember O.Cist. (1. května 1894 Kamenná – 10. února 1953 Řím) byl 78. generální opat cisterciáckého řádu (1950–1953). V letech 1934-1950 byl generální prokurátor cisterciáckého řádu.

## Život
Narodil se jako Georg Quatember v Kamenné (tehdy Sacherles) u Českých Budějovic. Do cisterciáckého řádu vstoupil v klášteře ve Vyšším Brodě a při obláčce přijal řeholní jméno Matthäus. V letech 1915–1919 studoval na Canisianu v Innsbrucku a po slavnostním vyznání 4. srpna 1916 byl 22. června 1919 v Českých Budějovicích vysvěcen na kněze. Nejprve čtyři roky působil ve farní pastoraci na farnostech Malšín a Horní Stropnice, než byl přidělen do klášterních úřadů a dalších studií. Poté byl jmenován novicmistrem a poslán na další studia do Prahy, poté do Říma na papežskou univerzitu Gregoriana, Sant’Anselmo a papežská univerzitu svatého Tomáše Akvinského, kde v roce 1929 získal doktorát z kanonického práva summa cum laude.
V roce 1930 se stal profesorem asketiky na papežská univerzitě Urbaniana, kde také 11 let vyučoval kanonické právo. Stal se učitelem křesťanské zbožnosti generacím zámořských kněží, protože univerzita se věnovala zejména misiím. Učení se vzdal až po 20 letech, kdy byl zvolen generálním opatem. 
Od roku 1936 byl konzultorem vatikánské Kongregace pro řeholníky. Za pontifikátu papeže Pia XI. (1922–1939) byl de facto jmenován litoměřickým biskupem, ale tehdejší vláda v Praze vzala indiskrétnost předčasného vyhlášení jako příležitost volbu nepotvrdit. V roce 1945 jej papež Pius XII. jmenoval titulárním opatem v Clairvaux. Opatskou benedikci přijal v následujícím roce v římské bazilice Sv. Kříže. Roku 1950 se účastnil řádové generální kapituly, na které byl zvolen 78. generálním opatem celého cisterciáckého řádu. V tomto úřadě však setrval pouze necelé tři roky. Zemřel v Římě v únoru 1953 na karcinom žaludku. Pohřben byl dle svého přání v cisterciáckém opatství Poblet v Katalánsku.